# سیبیلا لوزینیان
سیبیلا لوزینیان (ارمنی: Սիպիլ Լուսինյան؛ انگلیسی: Sibylla of Cyprus؛ اکتبر/نوامبر ۱۱۹۸ – حدود ۱۲۳۰ یا ۱۲۵۲) نجیب‌زاده دودمان لوزینیان که ملکه همسر ارمنستان بود.

## زندگی‌نامه
وی در ۱۱۹۸ میلادی به دنیا آمد وی دختر آیمری قبرس و ایزابلا یکم اورشلیم بود.  سیبیلا همسر دوم لوون یکم و مادر زابل بود. وی در ۱۲۳۰ میلادی در سن ۳۲ یا ۵۴ سالگی درگذشت.